# Авени
Авените (на немски: Haus Avesnes) са франкски благороднически род.
През 1000 г. цялата околност около град Авен (днес Франция, департамент Север, регион Север-Па дьо Кале) принадлежала към територията на Графство Хенегау. Ведерих II и синът му Теобалд построяват в Авен един замък, който става резиденция на фамилията със същото име.
След скорошното изчезване на фамилията на Ведерих, голяма част от собствеността е наследена от Дом d’Oisys. Госвин d’Oisy, син на Фастрадус, може да се нарича господар на Авен, Кондé и Лойце.
Якоб от Авен († 1191) е приятел с крал Ричард Лъвското сърце и е женен за наследничката на господарите на Гиз.

### Господарите на Авен
1. Фастрадус (Fastré von Oisy) († 1092), Фогт на Турне ∞ Aдa, дъщеря на Ведерих II от Авен
  1. Госвин von Oisy, 1104/26 господар на Авен, Кондé и Лойце
    1. Госвин († 1127), господар на Авен, Кондé и Лойце

  2. Фастрé II от Oisy († 1111), фогт на Турне
    1. Валтер (Гаутиер) I от Oisy († 1147), 1127 господар на Авен, Кондé и Лойце
      1. Дитрих ∞ Рихилда от Хенегау, дъщеря на Балдуин III, граф на Хенегау (Дом Фландрия)
      2. Николас († 1169/71), господар на Авен, Кондé и Лойце ∞ Махаут от Ла Рош, дъщеря на граф Хайнрих I (Дом Намюр)
        1. Якоб († 1191 при Арсуф) господар на Авен, Кондé и Лойце ∞ Аделе от Гиз, дъщеря на Бернхард и Аликс
          1. Готие II († 1243/46), господар на Авен, Кондé и Лойце, Landrecies и Trélon ∞ Маргарита графиня на Блоа († 1230), дъщеря на граф Тибо V (Дом Блоа)
            1. Мари д'Авен († 1241), 1231 графиня на Блоа и др. ∞ Юг дьо Шатийон, граф на Сен Пол († 1248) (Дом Шатийон)

          2. Буркхард († 1244), Dr. iur, Bailli от Хенегау ∞ 1212, разведен 1220 Маргарета II († 1280), 1244/78 графиня на Фландрия и Хенегау, дъщеря на граф Балдуин IX (Дом Фландрия)
            1. Йохан I (* 1218; † 1257), 1246 граф на Хенегау ∞ Аделхайд Холандска († 1284), 1258 регентка на Холандия, дъщеря на Флоренс IV, граф на Холандия (Герулфинги)
            2. Балдуин († 1295), господар на Бомон
              1. Йохан († 1283), господар на Бомон
                1. Балдуин († 1299), господар на Бомон

              2. Беатрис († 1321) ∞ 1261 Хайнрих III († 1288), граф на Люксембург), (Дом Лимбург-Арлон)

          3. Ада († 1249) ∞ I Хенри III († 1211), граф на Грандпре ∞ II Раул I от Несле († 1235), 1186 граф на Соасон (Дом Несле)

        2. Фастрé, Фогт на La Flamengerie
          1. Якоб von Турне

      3. Еберхард († 1190), 1173 епископ на Турне

### Графове на ХоландияиХенегау
- Йохан I (* 1218; † 1257), 1246 граф на Хенегау ∞ Аделхайд Холандска († 1284), 1258 регентка на Холандия, дъщеря на Флоренс IV, граф на Холандия (Герулфинги)
- Йохан II (1299–1304)
- Вилхелм III (1304–1337)
- Вилхелм IV (1337–1345)
- Маргарета Баварска (1346–1351), съпруга на император Лудвиг IV Баварски